# Амнуель Павло Рафаелович
Павло Рафаелович Амнуель (рос. Павел Рафаэлович Амнуэль), при народженні Песах Амнуель (рос. Песах Амнуэль; 20 лютого 1944, Баку) — російськомовний азербайджанський радянський, пізніше ізраїльський письменник-фантаст, автор детективів і вчений-астрофізик.

## Біографія
Песах Амнуель народився у 1944 році в Баку в єврейській сім'ї. Батько майбутнього науковця і письменника працював у місцевому музеї Сталіна (після 1954 року перетвореного в музей Леніна), мати працювала бухгалтером у швейному цеху. Песах Амнуель з дитинства знав про своє національне походження, оскільки його батьки виписували додому радянський журнал мовою їдиш «Советиш Геймланд». Хоча Амнуель у дитинстві не стикався з побутовим антисемітизмом, проте, розуміючи, що з таким незвичним іменем йому буде важко в житті, після 16 років вирішив змінити ім'я на Павло, тим більше, що його більшість знайомих і так називали Павлом. Проте його директор школи, також єврей, відмовив хлопця від такого кроку, мотивуючи це тим, що він може стати видатною людиною, та навіть з таким іменем прославити свою націю. Амнуель ще з дитинства цікавився астрономією, проте, не маючи змоги вступити на астрономічний факультет університету за межами Азербайджану, став студентом фізичного факультету місцевого Бакинського університету. Після закінчення університету його мрія займатися астрономією здійснилась, оскільки Амнуеля запросили працювати до Шемахинської астрофізичної обсерваторії. Напрямками наукової діяльності Амнуеля стали релятивістська астрофізика, а пізніше вивчення захоплення нейтронними зірками міжзоряного газу, виявлення релятивістських зірок у подвійних зоряних системах та еволюції планетарних туманностей. У 1972 році в Єревані Павло Амнуель захистив кандидатську дисертацію на тему виявлення нейтронних зірок. У 1974 році Амнуель разом із своїм науковим керівником Октаєм Гусейновим опублікував статтю, в якій стверджувалось, що космічний рентгенівський фон виникає з великої кількості дискретних слабких джерел випромінювання, і лише недостатня чутливість апаратури не дозволяє розкласти це випромінювання за його джерелами. Тривалий час ця теорія серйозно критикувалась, і лише в 2000 році дослідження за допомогою апаратури космічної обсерваторії «Чандра» підтвердили справедливість теорії радянських вчених. У 1978 році Амнуель разом із Гусейновим та іншим вченим -астрофізиком Рахамімовим опублікував у «The Astrophysical Journal, Supplemet Series» найповніший на цей час каталог джерел космічного рентгенівського випромінювання, в якому наводились дані про 625 об'єктів. У 1979 році Амнуель перебрався до Баку, де працював у Інституті фізики, де продовжував свої наукові дослідження, розпочаті у Шемахинській обсерваторії. У 80-х роках ХХ століття Амнуель разом із Гусейновим і Рустамовим розробили нову шкалу визначення відстані до планетарних туманностей. Паралельно Павло Амнуель займався також виданням науково-популярної літератури про астрофізику.
У 1990 році, у зв'язку із погіршенням фінансування науки та ускладненням міжнаціональних відносин у Баку, Павло Амнуель емігрував до Ізраїлю, де повернув у своїх наукових працях і літературих творах своє справжнє ім'я Песах. Спочатку він протягом трьох років працював у Тель-Авівському університеті, а пізніше повністю зайнявся письменницькою та видавничою діяльністю. У 1994 році він став одним із організаторів клубу шанувальників фантастики в Єрусалимі. Песах Амнуель з 1995 року був головним редактором російськомовних тижневиків «Час пик» і «Черная маска», в якому він співпрацював із іншим емігрантом з колишнього СРСР Даніелем Клугером, а від 1997 до 2001 року головним редактором журналу «Алеф», а з 2002 до 2004 року головним редактором газети «Время». Пізніше Песах Амнуель розпочав роботу у видавництві «Млечный Путь», яке одночасно видає однойменний журнал.

## Літературна творчість
Літературну творчість Павло Амнуель розпочав ще в 1959 році із публікації в журналі «Техніка — молоді» науково-фантастичного оповідання «Ікарія Альфа». Після цього Амнуель опублікував низку фантастичних повістей та оповідань у різних радянських науково-популярних журналах, а також у збірках фантастичних творів, переважно виданих у рідному місті вченого і письменника Баку. Перша авторська збірка Амнуеля «Сьогодні, завтра і завжди» вийшла друком у 1984 році у видавництві «Знание». Для творчості Павла Амнуеля характерний ретельний підбір фантастичних ідей, оскільки, на його думку, літературний твір без чіткого сюжету втрачає більшу частину своєї привабливості. У 70-80-х роках ХХ століття разом із іншими письменниками-фантастами Генріхом Альтовим та Романом Леонідовим розробляв методику розвитку творчої уяви (рос. Методика развития творческого воображения, скорочено РТВ), і навіть написав учбовий посібник із цієї методики для інженерів та винахідників. У 1986 році разом із Альтовим він також розробив шкалу оцінювання фантастичних ідей.
Після переїзду до Ізраїлю Амнуель, за його визнанням, написав більше творів, ніж за увесь час літературної активності в СРСР. За час проживання в Ізраїлі письменник написав, на думку багатьох оглядачів, свої найкращі фантастичні твори — повість «День останній — день перший», де піднімається тема Другого пришестя, а також роман «Люди Коду», де також піднімається біблійна тематика. За час проживання в Ізраїлі Песах Амнуель створив також цикл творів із альтернативної історії цієї країни. У зв'язку із великою популярністю детективного жанру в Ізраїлі Амнуель написав також цикл творів про інспектора ізраїльської поліції, репатріанта з СРСР, Берковича.

## Переклади
Твори Павла (Песаха) Амнуеля перекладені англійською, польською, румунською, французькою, болгарською, чеською, німецькою та іншими мовами.

## Нагороди та премії
Павло (Песах) Амнуель у 2009 році отримав премію імені Єфремова за визначний внесок у розвиток фантастики. Двічі — в 2011 та 2013 роках — Амнуель отримав премію імені Бєляєва. У 1997 році він отримав премію «Фанкон» як російськомовний фантаст року. У 2012 році Амнуель отримав премію «Аеліта» за визначний внесок у галузі фантастики. У 2010 році він отримав премію «Портал», а в 2012 році премію «Полудень». У 2009 році Амнуель отримав премію «Бронзовий Ікар».

## Особисте життя
Песах Амнуель одружений та має двох дітей. Разом із сім'єю він живе у місті Бейт-Шеан.

### До 1990 року
- Бомба замедленного действия
- Взрыв
- Все законы Вселенной
- Высшая мера
- Выше туч, выше гор, выше неба…
- Далекая песня Арктура
- Двадцать метров пустоты
- Звено в цепи
- Иду по трассе
- Икария Альфа
- Испытание
- И услышал голос
- Капли звёздного света
- Крутизна
- Летящий Орёл
- Метроном
- Невиновен
- Несколько поправок к Платону
- Памятник
- Преодоление [Космические пиастры]
- Престиж небесной империи
- Сегодня, завтра и всегда
- Суд
- Странник
- Стрельба из лука
- Только один старт
- Через двадцать миллиардов лет после конца света

### Після 1990 року

#### Романи
- Люди Кода
- Тривселенная
- Дорога на Элинор
- Имя твое

#### Повісті
- В полдень за ней придут
- В пучину вод бросая мысль
- Ветви
- Все дозволено
- Высшая мера
- День последний — день первый
- Грани
- Двое
- Дом в викторианском стиле
- И никого, кроме…
- Завещание
- Замок для призрака
- Зелёный луч
- И умрем в один день…
- Каббалист
- Лишь разумные свободны
- Маленький клоун с оранжевым носом
- Куклы
- Окончательный выбор
- По делам его…
- Полет сокола
- Пробуждение
- Удар гильотины [Человек в окне]
- Час урагана
- Чисто научная экспертиза
- Что там, за дверью?
- Шесть картин
- Зелёный луч
- Маленький клоун с оранжевым носом
- Простые числа
- Цапли
- Месть в домино

#### Оповідання
- А Бог един…
- Авраам, сын Давида
- Белая штора
- Будущее на двоих
- Ваше здоровье, господа!
- Вперед, в прошлое!
- Вперед и назад
- Второе пришествие Ноя
- Выборы
- Гадание на кофейной гуще
- Голубой Альциор
- Да или нет
- Дать и взять
- Двое
- Девятый день творения
- Дойти до Шхема
- Дневник, найденный не в ванне
- Житие нефтяного монарха
- Задать вопрос
- Звёздные войны Ефима Златкина
- Из всех времен и стран
- Клуб убийц
- Козни геопатогена
- Комиссия Амитая
- Компьютерные игры для детей среднего возраста
- Космическая одиссея Алекса Крепса
- Марк из рода Давида
- Мир-зеркало
- Назад, на Антарес!
- Назовите его Моше
- На следующий год — в Иерусалиме
- Не файлом единым
- Ошибка великого магистра
- Ошибка Рудольфа Шенберга
- Переход
- Письма оттуда
- Последний
- Посол
- Потомок императора
- Поражение
- Похищенные
- Приди, Ибрагим!
- Пуаро и машина времени
- Пятая сура Ирины Лещинской
- Пятикнижие Штукмана
- Рим в четырнадцать часов
- Российско-израильская война 2029 года
- Сказание о конце света
- Слишком много Иисусов
- Смеситель истории
- Страсть по Маклендеру
- Такие разные мертвецы
- Тора Соломона Кипниса
- Туда и обратно
- Тяжкое бремя абсорбции
- Убийца в белом халате
- Удар невидимки
- Человек, который спас Иисуса
- Чисто еврейское убийство
- Цианид по-турецки
- Шестая жизнь тому вперед
- Шестая жизнь тому назад
- Я вошёл в эту реку…
- Я помню, как убила Броша
- Я пришёл вас убить

#### Книги

##### Фантастика і детективи
- Все разумные (2002, АСТ)
- Дорога на Элинор (2008, «СеферИсраэль»; 2012, «Млечный Путь»)
- Имя твое… (2012, «Млечный Путь»)
- Каббалист (2013, «Млечный Путь»)
- Капли звёздного света (1990, «Молодая гвардия»: 2013, «Млечный Путь»)
- Конечная остановка (2013, «Млечный Путь»)
- Люди Кода (1997, «Миры»; 2006, «Амфора»; 2008, «СеферИсраэль»)
- Монастырь (2013, «Млечный Путь»)
- Обратной дороги нет (2013, «Млечный Путь»)
- Окончательный выбор (2013, «Млечный Путь»)
- Поводырь (2014, «Млечный Путь»)
- Салат из креветок с убийством (2008, «СеферИсраэль»)
- Сегодня, завтра и всегда (1984, «Знание»)
- Странные приключения Ионы Шекета (2005, АСТ)
- Тривселенная (2004, ООО Широкова; 2011, «Млечный Путь»)
- Удар гильотины (2011, «Млечный Путь»)
- Час урагана (2005, АСТ)
- Чисто научное убийство (2002, «Вече»)
- Что будет, то и будет (2002, АСТ)
- Что там, за дверью? (2007, «Форум»)

##### Науково-популярні
- Далекие маяки Вселенной (2007, «Век-2»)
- Загадки для знатоков (1984, «Знание»)
- Звёздные корабли воображения (1988, «Знание»)
- Небо в рентгеновских лучах (1984, «Наука»)
- Релятивистская астрофизика сегодня и завтра (1979, «Знание»)
- Сверхновые (1981, «Знание»)
- Вселенные: ступени бесконечностей (2015, «Млечный Путь»)